# Baraldi (cognome)
Baraldi è un cognome di lingua italiana.

## Varianti
Baraldini, Baraldo, Varaldi, Varaldo, Veraldi, Veraldo, Veralli, Verallo.

## Origine e diffusione
Cognome tipicamente centro-settentrionale, è presente prevalentemente in Lombardia ed Emilia.
Potrebbe derivare dal prenome Baraldo, dal germanico baro, "uomo battagliero", e walda, "potente". Il primo elemento compare anche nel cognome Barone; il secondo in Airaldi. È potenzialmente incrociabile con il cognome Berardi.
La variante Varaldo è ligure; Veraldi e Veralli sono meridionali.

## Persone
- Angela Baraldi (1964) – cantante e attrice italiana
- Barbara Baraldi (1975) – scrittrice e sceneggiatrice italiana
- Fabio Baraldi (1990) – pallanuotista italiano